# Видартово
Видартово (пол. Wydartowo, нім. Wiedenau) — село в Польщі, у гміні Тшемешно Гнезненського повіту Великопольського воєводства.
Населення — 457 осіб (2011).
У 1975-1998 роках село належало до Бидгощського воєводства.

## Демографія
Демографічна структура станом на 31 березня 2011 року:
|          | Загалом | Допрацездатний вік | Працездатний вік | Постпрацездатний вік |
| -------- | ------- | ------------------ | ---------------- | -------------------- |
| Чоловіки | 243     | 59                 | 167              | 17                   |
| Жінки    | 214     | 40                 | 134              | 40                   |
| Разом    | 457     | 99                 | 301              | 57                   |